# Grom (visafval)

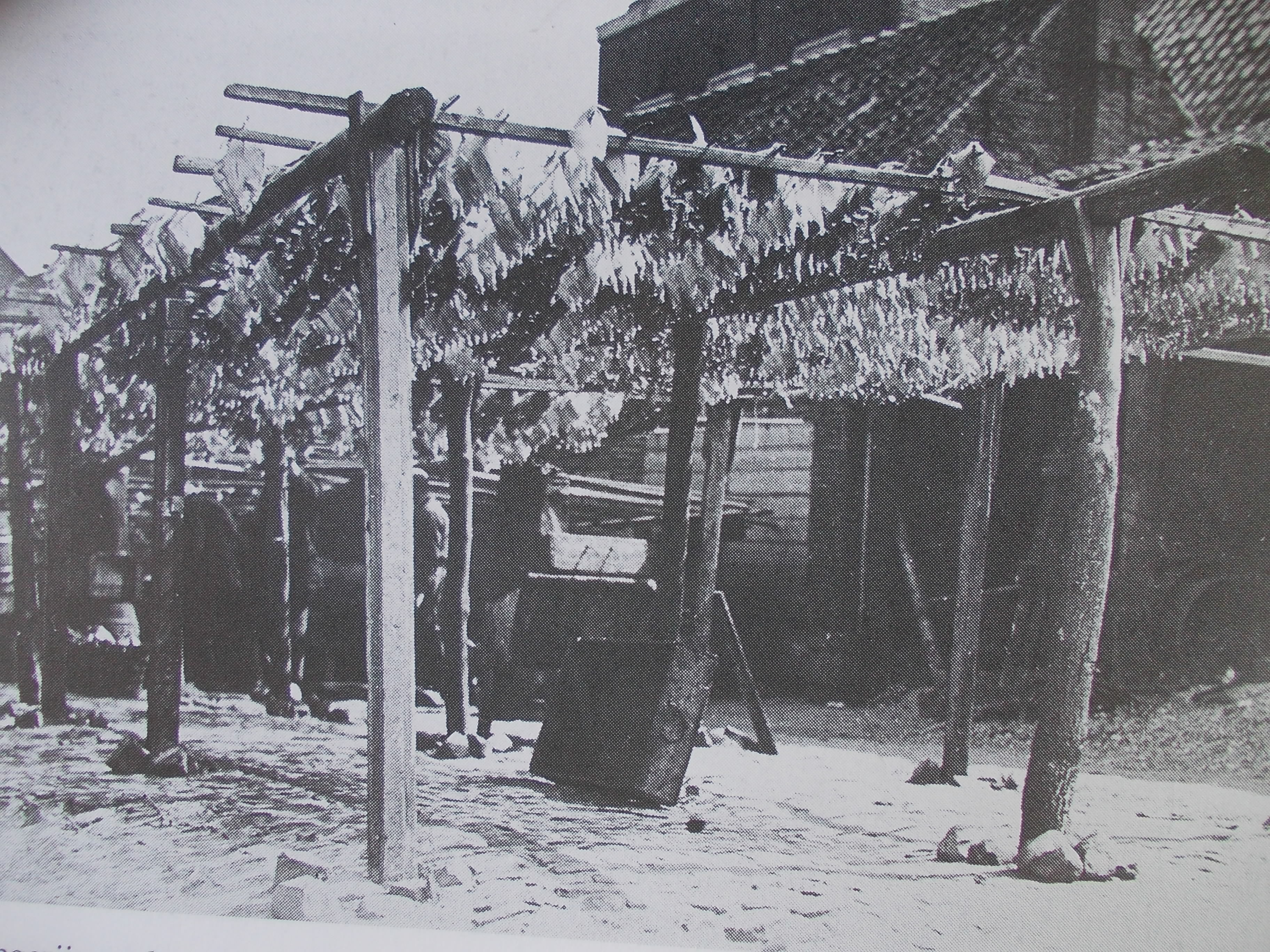
Visdrogerij. Staanders met erop rustende speten waaraan schollen of scharren zijn geregen. Rond 1900.

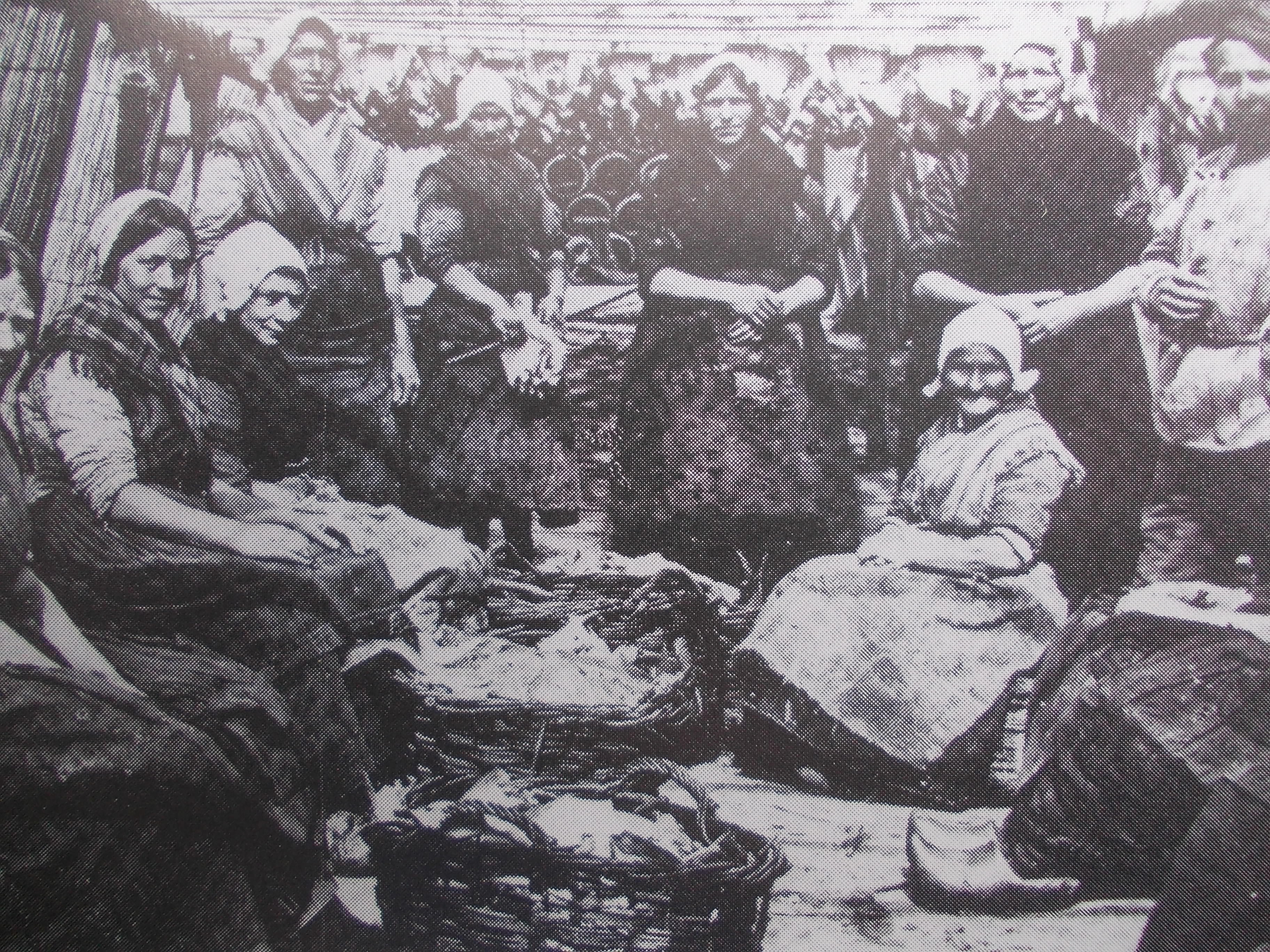
Visdrogerij. Vrouwen rijgen vis aan de speten.

Grom is een algemene aanduiding van ingewanden van dieren, hier meer concreet de verwijderde ingewanden en koppen van zeevissen. Dit grom, afkomstig van schollen en in mindere mate van scharren, diende als bemesting van de geestgronden in het achterland van de kustdorpen.  Men zou - ruim geïnterpreteerd - kunnen spreken van een vorm van recycling.

## Activiteiten langs de Noordzeekust
De dorpen aan de Hollandse Noordzeekust waren eeuwenlang economisch verbonden met de Noordzee waarbij voor hen de vangsten van vis het 'brood uit het water' vormde. Geen van de dorpen beschikte in de voorgaande eeuwen over een zeehaven, met uitzondering van Scheveningen dat in 1904 een zeehaven kreeg. Voor alle kustdorpen langs de Noordzee gold de handicap dat hun visserij haar begin moest krijgen vanaf het Noordzeestrand. Dit moest leiden tot een scheepstype dat vanaf het strand in zee kon steken. Het werd een platboomd vaartuig waarvan de bomschuit de bekendste was.

## Zware schuiten, trage zeilsters
Zo'n schuit kon door haar vlakke onderzijde op het strand aanlanden en naar zee vertrekken. Dat aanlanden ging echter met horten en stoten gepaard. Dit impliceerde dat de schuit sterk moest zijn. Maar ze werd tevens - door het eikenhout waarmee ze werd opgebouwd - praktisch gezien zwaar  in gewicht en traag als zeilster. Ze was verder relatief klein daar de werfjes in de dorpen waar ze werd gebouwd noch over ruimte, noch over geld beschikten om grotere schepen te bouwen. De scheepjes konden al met al niet ver in zee steken. Ze werden 'kantvissers' genoemd omdat zij dicht onder de kust - kant - visten waar vooral platvis als schol en in mindere mate schar werd gevangen. Ze waren zelfs zo dicht onder de kust dat ze, waar nodig, tot tweemaal daags met hun vangsten konden aanlanden.

## Visgers die om den schollen varen
Deze kantvisserij werd vooral bepaald door het vissen met gebruik van een sleepnet. Een helder beeld hiervan uit het verre verleden wordt  aangereikt door Adriaen Coenen. De hoeveelheden schol waren zo groot dat het ondoenlijk was, deze alle vers te houden. In Coenens' jaren bestond reeds een bezigheid om die grote dagelijkse hoeveelheden schollen te conserveren. Het ambacht 'visdroger' was toen al  bekend en de omvang van de aantallen drogerijen toont Adriaen Coenen door het noemen van de dorpen die schol vanuit zee aangevoerd kregen welke ambachtelijk werd gedroogd: Ter Heijde, Scheveningen, Katwijk aan Zee, Noordwijk aan Zee, Zandvoort, Wijk aan Zee, Egmond aan Zee, Petten, Callantsoog en Huisduinen.

## Drogerijen
De drogerijen lagen aan de rand maar ook wel in het hart van de kustdorpen. Het drogen bood veel vrouwelijke dorpelingen werk. Het was echter een bezigheid die leidde tot velerlei lichamelijke ongemak door dit buitenwerk in kou en nattigheid. De aangekochte schollen werden allereerst ontdaan van de kop en de ingewanden; ze werden 'gesneden'. Vervolgens gingen ze in kuipen, gevuld met pekelwater. Wanneer ze voldoende doordrenkt waren door het pekelwater werd dit geloosd en werd schoon water toegelaten om de schollen te wassen. Vervolgens regen de vrouwen de schollen aan speten. De speten werden horizontaal op rekken gelegd die rij aan rij de droogvelden vulden. Wind en zon moesten de rest doen. Bij regen werden de rekken en speten met rieten matten afgedekt.  Al met al ging het om een niet te verwaarlozen exportproduct.  Coenen sprak in zijn tijd al over de export van de gedroogde vis naar Keulen, Frankfurt, Mainz en Straatsburg.

## Stank en bodemvervuiling
Omdat er van afvoer en ook van bestrating nog geen sprake was kwam het laten leeglopen van de kuipen met pekelwater neer op het in de bodem laten wegvloeien ervan met als gevolg een mateloze vervuiling van de bodem. Water uit openbare pompen of - waterputten van de dorpen werden hierdoor sterk beïnvloed. Bovendien veroorzaakte het her en der gestorte grom - dat geen vaste, noch geïsoleerde opslag kende - een stank die door de straatjes van de kustdorpen trok en die de gehele omgeving verziekte. Het grom, gestort op open plekken, kon daar vele dagen blijven liggen met alle ongemak en overlast van dien.

## Gromweg
Op zekere tijdstippen kwamen gesloten wagens met voorgespannen paarden naar de kustdorpen om het ongelooflijk stinkend grom in te laden en af te voeren. Er was een vaste route die de gromwagens volgden; die route leidde vaak tot aan een vaart of een sprank waar schepen het grom overnamen en verder vervoerden. De straat waardoor de transporten voerden kregen vaak als aanduiding de bijnaam 'Gromweg'. Hoe indringend de stank van het grom was blijkt uit heftige bezwaren, onder meer geuit door dorpelingen die in de zomerperiode kamers aan zeebezoekers verhuurden. Anderen echter wachtten, de stank ten spijt, met verlangen op die visafval.
In het achterland van Holland namelijk - met achter zijn duinen de geestgronden - keken boeren en tuinders met genoegen uit naar die aanvoer van afval die de dorpelingen met even zoveel genoegen hadden zien afvoeren. Na het verspreiden van het grom over de te bemesten akkers of geestgronden had, bij het volgroeien van de gewassen, de 'recycling' haar nut zicht- en tastbaar gemaakt. In de loop van de 19e eeuw zakten de activiteiten van de visdrogerijen ineen door het wegvallen van de 'kantvisserijen' bij de kustdorpen waardoor ook de bemesting met grom wegviel. 